# Javier Cárdenas
Javier „Hijín” Cárdenas Martínez (ur. 8 grudnia 1952 w mieście Meksyk, zm. 25 czerwca 2022) – meksykański piłkarz występujący na pozycji środkowego pomocnika. Jego syn José María Cárdenas również jest piłkarzem.

## Kariera klubowa
Cárdenas rozpoczynał swoją piłkarską karierę w drużynie Deportivo Toluca, w której barwach zadebiutował w meksykańskiej Primera División w sezonie 1973/1974 i wtedy także strzelił swojego premierowego gola w najwyższej klasie rozgrywkowej. Szybko został podstawowym piłkarzem swojego zespołu i podczas rozgrywek 1974/1975 wywalczył z nim tytuł mistrza Meksyku, a także triumfował w krajowym superpucharze – Campeón de Campeones. W połowie 1978 roku przeszedł do klubu Chivas de Guadalajara, gdzie także od razu zapewnił sobie pewne miejsce w wyjściowej jedenastce. W rozgrywkach 1982/1983 zdobył z tą ekipą wicemistrzostwo Meksyku i sukces ten powtórzył również rok później, podczas sezonu 1983/1984. Ponadto w 1984 roku zajął drugie miejsce w najbardziej prestiżowych rozgrywkach kontynentu, Pucharze Mistrzów CONCACAF. Po siedmiu latach spędzonych w Chivas podpisał umowę z drugoligowym CD Irapuato, z którym w sezonie 1985/1986 wywalczył awans do najwyższej klasy rozgrywkowej, po czym zakończył karierę piłkarską w wieku 34 lat.

## Kariera reprezentacyjna
W reprezentacji Meksyku Cárdenas zadebiutował za kadencji selekcjonera Ignacio Trellesa, 3 sierpnia 1975 w przegranym 0:1 meczu towarzyskim z RFN. Premierowego gola w kadrze narodowej strzelił za to 12 października 1977 w wygranej 3:1 konfrontacji z Salwadorem w ramach eliminacji do mistrzostw świata 1978. W tych samych rozgrywkach wpisał się również na listę strzelców w pojedynku z Gwatemalą (2:1). W 1978 roku został powołany przez szkoleniowca José Antonio Rocę na mistrzostwa świata w Argentynie, gdzie wystąpił tylko w ostatnim spotkaniu, z Polską (1:3), a jego drużyna odpadła ostatecznie z mundialu już w fazie grupowej po komplecie trzech porażek. Swój bilans reprezentacyjny zamknął ostatecznie na dwunastu rozegranych spotkaniach, w których dwukrotnie wpisał się na listę strzelców.